# Tournoi masculin de hockey sur gazon aux Jeux du Commonwealth de 2022
Navigation
Gold Coast 2018 2026
Le tournoi masculin de hockey sur gazon aux Jeux du Commonwealth de 2022 aura lieu[Passage à actualiser] au University of Birmingham Hockey & Squash Centre entre le 29 juillet et le 8 août 2022,.
La Confédération malaisienne de hockey s'est retirée des Jeux du Commonwealth afin d'optimiser la préparation des Jeux asiatiques de 2022, où l'équipe gagnante se qualifiera[Passage à actualiser] pour les Jeux olympiques d'été de 2024. À l'époque, les Jeux asiatiques devaient avoir lieu en septembre 2022.

## Qualification
L'Angleterre s'est qualifiée comme pays hôte, l'Australie s'est qualifiée comme championne en titre et les autres équipes se sont qualifiées par le Classement mondial de la FIH,.
| Événement                    | Dates             | Lieu       | Quotas | Qualifiés |
| ---------------------------- | ----------------- | ---------- | ------ | --- |
| Pays hôte                    | NC                | NC         | 1      | Angleterre (6) |
| Jeux du Commonwealth de 2018 | 5 - 14 avril 2018 | Gold Coast | 1      | Australie (1) |
| Classement mondial de la FIH | 1er février 2022  | NC         | 8      | Inde (5) Nouvelle-Zélande (9) Canada (12) Afrique du Sud (15) Pays de Galles (16) Pakistan (18) Écosse (19) Ghana (36) |

## Format
En mars 2022, dix équipes ont été réparties en deux groupes; les deux équipes les plus performantes de chaque groupe se qualifient pour les demi-finales, tandis que les équipes restantes sont envoyées dans des matchs de classement inférieur pour déterminer leur classement final.

## Premier tour

### Groupe A
| Rang | Équipe           | J | V | N | P | BP | BC | Diff | Pts | Qualification |
| ---- | ---------------- | - | - | - | - | -- | -- | ---- | --- | ------------- |
| 1    | Australie        | 4 | 4 | 0 | 0 | 29 | 2  | +27  | 12  | Demi-finales  |
| 2    | Afrique du Sud   | 4 | 2 | 1 | 1 | 11 | 12 | -1   | 7   | Demi-finales  |
| 3    | Nouvelle-Zélande | 4 | 1 | 1 | 2 | 14 | 17 | -3   | 4   |               |
| 4    | Pakistan         | 4 | 1 | 1 | 2 | 6  | 15 | -9   | 4   |               |
| 5    | Écosse           | 4 | 0 | 1 | 3 | 11 | 25 | -14  | 1   |               |

Source: 
FIH
Birmingham 2022
En cas d'égalité de points de plusieurs équipes à l'issue des matchs de poule, les critères suivants sont appliqués dans l'ordre indiqué pour établir leur classement.
1. Points,
2. Matchs gagnés,
3. Différence de buts,
4. Buts marqués,
5. Face à face.

| Match 2               | Nouvelle-Zélande                                           | 5 - 5   | Écosse                                                          |                                                                   |                                                                   |
| 29 juillet 2022 21h00 | Russell 26e · Lane 43e · Smith 47e · Inglis 49e · Hiha 51e | (1 - 5) | 6e Harwood · 17e Mackenzie · 20e, 28e J. Golden · 24e C. Golden | Arbitrage : Tyler Klenk Peter Kabaso Arbitre vidéo : Deepak Joshi | Arbitrage : Tyler Klenk Peter Kabaso Arbitre vidéo : Deepak Joshi |
| 29 juillet 2022 21h00 | Rapport FIH Rapport Birmingham 2022                        |         |                                                                 | Arbitrage : Tyler Klenk Peter Kabaso Arbitre vidéo : Deepak Joshi | Arbitrage : Tyler Klenk Peter Kabaso Arbitre vidéo : Deepak Joshi |

| Match 3               | Afrique du Sud                      | 2 - 2   | Pakistan               |                                                                 |                                                                 |
| 30 juillet 2022 09h00 | Beauchamp 14e · Guise-Brown 54e     | (1 - 1) | 25e Rizwan · 60e Afraz | Arbitrage : Bruce Bale Nick Bennett Arbitre vidéo : Dan Barstow | Arbitrage : Bruce Bale Nick Bennett Arbitre vidéo : Dan Barstow |
| 30 juillet 2022 09h00 | Rapport FIH Rapport Birmingham 2022 |         |                        | Arbitrage : Bruce Bale Nick Bennett Arbitre vidéo : Dan Barstow | Arbitrage : Bruce Bale Nick Bennett Arbitre vidéo : Dan Barstow |

| Match 5               | Nouvelle-Zélande                        | 4 - 1   | Pakistan      |                                                                   |                                                                   |
| 31 juillet 2022 09h00 | Inglis 17e, 18e · Thomas 43e · Lane 60e | (2 - 1) | 26e Ghazanfar | Arbitrage : Dan Barstow Tyler Klenk Arbitre vidéo : Sean Rapaport | Arbitrage : Dan Barstow Tyler Klenk Arbitre vidéo : Sean Rapaport |
| 31 juillet 2022 09h00 | Rapport FIH Rapport Birmingham 2022     |         |               | Arbitrage : Dan Barstow Tyler Klenk Arbitre vidéo : Sean Rapaport | Arbitrage : Dan Barstow Tyler Klenk Arbitre vidéo : Sean Rapaport |

| Match 6               | Australie | 12 - 0  | Écosse |                                                                  |                                                                  |
| 31 juillet 2022 11h00 | Govers 9e · Brand 13e, 32e · Hayward 13e, 25e, 37e, 53e · Wickham 16e, 18e · Simmonds 34e · Ephraums 35e, 50e | (6 - 0) |        | Arbitrage : Bruce Bale Deepak Joshi Arbitre vidéo : Nick Bennett | Arbitrage : Bruce Bale Deepak Joshi Arbitre vidéo : Nick Bennett |
| 31 juillet 2022 11h00 | Rapport FIH Rapport Birmingham 2022                                                                           |         |        | Arbitrage : Bruce Bale Deepak Joshi Arbitre vidéo : Nick Bennett | Arbitrage : Bruce Bale Deepak Joshi Arbitre vidéo : Nick Bennett |

| Match 9             | Afrique du Sud                                                        | 5 - 4   | Écosse                                                   |                                                                   |                                                                   |
| 1er août 2022 14h00 | D. Cassiem 2e · Spooner 24e · Ntuli 43e · Guise-Brown 56e · Paton 60e | (2 - 0) | 33e McConnell · 35e Forsyth · 38e C. Golden · 44e Walker | Arbitrage : Nick Bennett Steve Rogers Arbitre vidéo : Dan Barstow | Arbitrage : Nick Bennett Steve Rogers Arbitre vidéo : Dan Barstow |
| 1er août 2022 14h00 | Rapport FIH Rapport Birmingham 2022                                   |         |                                                          | Arbitrage : Nick Bennett Steve Rogers Arbitre vidéo : Dan Barstow | Arbitrage : Nick Bennett Steve Rogers Arbitre vidéo : Dan Barstow |

| Match 12            | Australie                                                                      | 7 - 2   | Nouvelle-Zélande       |                                                                      |                                                                      |
| 1er août 2022 21h00 | Anderson 8e · Govers 22e, 24e · Whetton 27e · Ephraums 38e · Zalewski 44e, 48e | (4 - 1) | 17e Inglis · 44e Smith | Arbitrage : Dan Barstow Ilanggo Kanabathu Arbitre vidéo : Bruce Bale | Arbitrage : Dan Barstow Ilanggo Kanabathu Arbitre vidéo : Bruce Bale |
| 1er août 2022 21h00 | Rapport FIH Rapport Birmingham 2022                                            |         |                        | Arbitrage : Dan Barstow Ilanggo Kanabathu Arbitre vidéo : Bruce Bale | Arbitrage : Dan Barstow Ilanggo Kanabathu Arbitre vidéo : Bruce Bale |

| Match 15          | Pakistan                            | 3 - 2   | Écosse                     |                                                                       |                                                                       |
| 3 août 2022 19h00 | Afraz 22e · Shahid 23e · Rooman 55e | (2 - 1) | 16e C. Golden · 38e Walker | Arbitrage : Tyler Klenk Sean Rapaport Arbitre vidéo : David Tomlinson | Arbitrage : Tyler Klenk Sean Rapaport Arbitre vidéo : David Tomlinson |
| 3 août 2022 19h00 | Rapport FIH Rapport Birmingham 2022 |         |                            | Arbitrage : Tyler Klenk Sean Rapaport Arbitre vidéo : David Tomlinson | Arbitrage : Tyler Klenk Sean Rapaport Arbitre vidéo : David Tomlinson |

| Match 16          | Australie                             | 3 - 0   | Afrique du Sud |                                                                      |                                                                      |
| 3 août 2022 21h00 | Whetton 4e · Zalewski 8e · Govers 55e | (2 - 0) |                | Arbitrage : Bruce Bale Fraser Bell Arbitre vidéo : Ilanggo Kanabathu | Arbitrage : Bruce Bale Fraser Bell Arbitre vidéo : Ilanggo Kanabathu |
| 3 août 2022 21h00 | Rapport FIH Rapport Birmingham 2022   |         |                | Arbitrage : Bruce Bale Fraser Bell Arbitre vidéo : Ilanggo Kanabathu | Arbitrage : Bruce Bale Fraser Bell Arbitre vidéo : Ilanggo Kanabathu |

| Match 19          | Nouvelle-Zélande                    | 3 - 4   | Afrique du Sud                                 |                                                                 |                                                                 |
| 4 août 2022 19h00 | Lane 9e · Smith 39e · Inglis 47e    | (1 - 3) | 3e, 18e Guise-Brown · 7e Horne · 53e Beauchamp | Arbitrage : Bruce Bale Dan Barstow Arbitre vidéo : Nick Bennett | Arbitrage : Bruce Bale Dan Barstow Arbitre vidéo : Nick Bennett |
| 4 août 2022 19h00 | Rapport FIH Rapport Birmingham 2022 |         |                                                | Arbitrage : Bruce Bale Dan Barstow Arbitre vidéo : Nick Bennett | Arbitrage : Bruce Bale Dan Barstow Arbitre vidéo : Nick Bennett |

| Match 20          | Australie                                                                      | 7 - 0   | Pakistan |                                                                   |                                                                   |
| 4 août 2022 21h00 | Govers 12e · Hayward 19e, 40e · Wickham 42e, 47e · Anderson 53e · Ephraums 59e | (2 - 0) |          | Arbitrage : David Tomlinson Peter Kabaso Arbitre vidéo : Tim Bond | Arbitrage : David Tomlinson Peter Kabaso Arbitre vidéo : Tim Bond |
| 4 août 2022 21h00 | Rapport FIH Rapport Birmingham 2022                                            |         |          | Arbitrage : David Tomlinson Peter Kabaso Arbitre vidéo : Tim Bond | Arbitrage : David Tomlinson Peter Kabaso Arbitre vidéo : Tim Bond |

### Groupe B
| Rang | Équipe         | J | V | N | P | BP | BC | Diff | Pts | Qualification |
| ---- | -------------- | - | - | - | - | -- | -- | ---- | --- | ------------- |
| 1    | Inde           | 4 | 3 | 1 | 0 | 27 | 5  | +22  | 10  | Demi-finales  |
| 2    | Angleterre     | 4 | 3 | 1 | 0 | 25 | 8  | +17  | 10  | Demi-finales  |
| 3    | Pays de Galles | 4 | 2 | 0 | 2 | 14 | 10 | +4   | 6   |               |
| 4    | Canada         | 4 | 0 | 1 | 3 | 4  | 25 | -21  | 1   |               |
| 5    | Ghana          | 4 | 0 | 1 | 3 | 2  | 24 | -22  | 1   |               |

Source: 
FIH
Birmingham 2022
En cas d'égalité de points de plusieurs équipes à l'issue des matchs de poule, les critères suivants sont appliqués dans l'ordre indiqué pour établir leur classement.
1. Points,
2. Matchs gagnés,
3. Différence de buts,
4. Buts marqués,
5. Face à face.

| Match 1               | Angleterre                                                  | 6 - 0   | Ghana |                                                                      |                                                                      |
| 29 juillet 2022 19h00 | Bandurak 8e, 30e, 45e · Roper 27e · Calnan 39e · Condon 51e | (3 - 0) |       | Arbitrage : Tim Bond Ilanggo Kanabathu Arbitre vidéo : Sean Rapaport | Arbitrage : Tim Bond Ilanggo Kanabathu Arbitre vidéo : Sean Rapaport |
| 29 juillet 2022 19h00 | Rapport FIH Rapport Birmingham 2022                         |         |       | Arbitrage : Tim Bond Ilanggo Kanabathu Arbitre vidéo : Sean Rapaport | Arbitrage : Tim Bond Ilanggo Kanabathu Arbitre vidéo : Sean Rapaport |

| Match 4               | Canada                              | 1 - 5   | Pays de Galles                            |                                                                      |                                                                      |
| 30 juillet 2022 11h00 | Sarmento 59e                        | (0 - 3) | 9e, 12e, 14e, 49e Furlong · 45e Griffiths | Arbitrage : David Tomlinson Fraser Bell Arbitre vidéo : Steve Rogers | Arbitrage : David Tomlinson Fraser Bell Arbitre vidéo : Steve Rogers |
| 30 juillet 2022 11h00 | Rapport FIH Rapport Birmingham 2022 |         |                                           | Arbitrage : David Tomlinson Fraser Bell Arbitre vidéo : Steve Rogers | Arbitrage : David Tomlinson Fraser Bell Arbitre vidéo : Steve Rogers |

| Match 7               | Angleterre                              | 4 - 2   | Pays de Galles           |                                                                        |                                                                        |
| 31 juillet 2022 14h00 | Ward 2e · Bandurak 41e, 57e · Roper 53e | (1 - 1) | 19e Prosser · 52e Carson | Arbitrage : Steve Rogers Sean Rapaport Arbitre vidéo : David Tomlinson | Arbitrage : Steve Rogers Sean Rapaport Arbitre vidéo : David Tomlinson |
| 31 juillet 2022 14h00 | Rapport FIH Rapport Birmingham 2022     |         |                          | Arbitrage : Steve Rogers Sean Rapaport Arbitre vidéo : David Tomlinson | Arbitrage : Steve Rogers Sean Rapaport Arbitre vidéo : David Tomlinson |

| Match 8               | Inde | 11 - 0  | Ghana |                                                               |                                                               |
| 31 juillet 2022 16h00 | Abhishek 1e · Harmanpreet 10e, 35e, 53e · Shamsher 14e · Akashdeep 20e · Jugraj 22e, 43e · Nilakanta 38e · Varun 39e · Mandeep 48e | (5 - 0) |       | Arbitrage : Tim Bond Fraser Bell Arbitre vidéo : Peter Kabaso | Arbitrage : Tim Bond Fraser Bell Arbitre vidéo : Peter Kabaso |
| 31 juillet 2022 16h00 | Rapport FIH Rapport Birmingham 2022                                                                                                |         |       | Arbitrage : Tim Bond Fraser Bell Arbitre vidéo : Peter Kabaso | Arbitrage : Tim Bond Fraser Bell Arbitre vidéo : Peter Kabaso |

| Match 10            | Angleterre                                 | 4 - 4   | Inde                                          |                                                                       |                                                                       |
| 1er août 2022 16h00 | Ansell 42e · Bandurak 47e, 53e · Roper 50e | (0 - 3) | 3e Lalit · 13e, 22e Mandeep · 46e Harmanpreet | Arbitrage : David Tomlinson Sean Rapaport Arbitre vidéo : Tyler Klenk | Arbitrage : David Tomlinson Sean Rapaport Arbitre vidéo : Tyler Klenk |
| 1er août 2022 16h00 | Rapport FIH Rapport Birmingham 2022        |         |                                               | Arbitrage : David Tomlinson Sean Rapaport Arbitre vidéo : Tyler Klenk | Arbitrage : David Tomlinson Sean Rapaport Arbitre vidéo : Tyler Klenk |

| Match 11            | Canada                              | 1 - 1   | Ghana      |                                                                   |                                                                   |
| 1er août 2022 19h00 | Pereira 60e                         | (0 - 1) | 19e Kwofie | Arbitrage : Deepak Joshi Peter Kabaso Arbitre vidéo : Fraser Bell | Arbitrage : Deepak Joshi Peter Kabaso Arbitre vidéo : Fraser Bell |
| 1er août 2022 19h00 | Rapport FIH Rapport Birmingham 2022 |         |            | Arbitrage : Deepak Joshi Peter Kabaso Arbitre vidéo : Fraser Bell | Arbitrage : Deepak Joshi Peter Kabaso Arbitre vidéo : Fraser Bell |

| Match 13          | Inde                                                                                        | 8 - 0   | Canada |                                                                        |                                                                        |
| 3 août 2022 14h00 | Harmanpreet 7e, 56e · Amit 10e · Lalit 20e · Gurjant 27e · Akashdeep 38e, 60e · Mandeep 58e | (4 - 0) |        | Arbitrage : Ilanggo Kanabathu Peter Kabaso Arbitre vidéo : Fraser Bell | Arbitrage : Ilanggo Kanabathu Peter Kabaso Arbitre vidéo : Fraser Bell |
| 3 août 2022 14h00 | Rapport FIH Rapport Birmingham 2022                                                         |         |        | Arbitrage : Ilanggo Kanabathu Peter Kabaso Arbitre vidéo : Fraser Bell | Arbitrage : Ilanggo Kanabathu Peter Kabaso Arbitre vidéo : Fraser Bell |

| Match 14          | Pays de Galles                                                        | 6 - 1   | Ghana      |                                                              |                                                              |
| 3 août 2022 16h00 | Furlong 26e, 38e, 44e · Francis 47e · Kyriakides 58e · Dolan-Gray 58e | (1 - 1) | 21e Kwofie | Arbitrage : Nick Bennett Tim Bond Arbitre vidéo : Bruce Bale | Arbitrage : Nick Bennett Tim Bond Arbitre vidéo : Bruce Bale |
| 3 août 2022 16h00 | Rapport FIH Rapport Birmingham 2022                                   |         |            | Arbitrage : Nick Bennett Tim Bond Arbitre vidéo : Bruce Bale | Arbitrage : Nick Bennett Tim Bond Arbitre vidéo : Bruce Bale |

| Match 17          | Inde                                    | 4 - 1   | Pays de Galles |                                                                  |                                                                  |
| 4 août 2022 14h00 | Harmanpreet 18e, 19e, 41e · Gurjant 49e | (2 - 0) | 55e Furlong    | Arbitrage : Nick Bennett Tyler Klenk Arbitre vidéo : Fraser Bell | Arbitrage : Nick Bennett Tyler Klenk Arbitre vidéo : Fraser Bell |
| 4 août 2022 14h00 | Rapport FIH Rapport Birmingham 2022     |         |                | Arbitrage : Nick Bennett Tyler Klenk Arbitre vidéo : Fraser Bell | Arbitrage : Nick Bennett Tyler Klenk Arbitre vidéo : Fraser Bell |

| Match 18          | Angleterre                                                                                            | 11 - 2  | Canada            |                                                                     |                                                                     |
| 4 août 2022 16h00 | Roper 2e, 45e · Bandurak 16e, 38e, 50e, 59e · Ansell 19e · Wallace 24e, 44e · Rushmere 54e · Ward 55e | (4 - 1) | 11e, 56e Guraliuk | Arbitrage : Steve Rogers Deepak Joshi Arbitre vidéo : Sean Rapaport | Arbitrage : Steve Rogers Deepak Joshi Arbitre vidéo : Sean Rapaport |
| 4 août 2022 16h00 | Rapport FIH Rapport Birmingham 2022                                                                   |         |                   | Arbitrage : Steve Rogers Deepak Joshi Arbitre vidéo : Sean Rapaport | Arbitrage : Steve Rogers Deepak Joshi Arbitre vidéo : Sean Rapaport |

## Phase de classement

### Neuvième et dixième place
| Match 21          | Écosse                                                                               | 7 - 2   | Ghana                    |                                                                            |                                                                            |
| 6 août 2022 09h00 | Walker 7e · C. Golden 19e · J. Golden 36e, 51e · Harwood 46e · Duke 47e · Morton 53e | (2 - 0) | 33e Ankomah · 54e Tettey | Arbitrage : Ilanggo Kanabathu Peter Kabaso Arbitre vidéo : David Tomlinson | Arbitrage : Ilanggo Kanabathu Peter Kabaso Arbitre vidéo : David Tomlinson |
| 6 août 2022 09h00 | Rapport FIH Rapport Birmingham 2022                                                  |         |                          | Arbitrage : Ilanggo Kanabathu Peter Kabaso Arbitre vidéo : David Tomlinson | Arbitrage : Ilanggo Kanabathu Peter Kabaso Arbitre vidéo : David Tomlinson |

### Septième et huitième place
| Match 22          | Canada                              | 3 - 4   | Pakistan                                           |                                                               |                                                               |
| 6 août 2022 11h15 | Sarmento 26e, 58e · Pereira 30e     | (2 - 2) | 24e Rana · 25e Ghazanfar · 52e Bhutta · 60e Shahid | Arbitrage : Tim Bond Fraser Bell Arbitre vidéo : Steve Rogers | Arbitrage : Tim Bond Fraser Bell Arbitre vidéo : Steve Rogers |
| 6 août 2022 11h15 | Rapport FIH Rapport Birmingham 2022 |         |                                                    | Arbitrage : Tim Bond Fraser Bell Arbitre vidéo : Steve Rogers | Arbitrage : Tim Bond Fraser Bell Arbitre vidéo : Steve Rogers |

### Cinquième et sixième place
| Match 25          | Nouvelle-Zélande                    | 2 - 1   | Pays de Galles |                                                                   |                                                                   |
| 7 août 2022 18h00 | Woods 7e · Findlay 41e              | (1 - 1) | 24e Furlong    | Arbitrage : Bruce Bale Nick Bennett Arbitre vidéo : Sean Rapaport | Arbitrage : Bruce Bale Nick Bennett Arbitre vidéo : Sean Rapaport |
| 7 août 2022 18h00 | Rapport FIH Rapport Birmingham 2022 |         |                | Arbitrage : Bruce Bale Nick Bennett Arbitre vidéo : Sean Rapaport | Arbitrage : Bruce Bale Nick Bennett Arbitre vidéo : Sean Rapaport |

## Tour pour les médailles
|  | Demi-finales   | Demi-finales |                        |   | Finale | Finale |
|  | Demi-finales   | Demi-finales |                        |   | Finale | Finale |
|  |                |              |                        |   |        |        |
|  |                |              |                        |   |        |        |
|  |                |              |                        |   |        |        |
|  | Angleterre     | 2            |                        |   |        |        |
|  | Angleterre     | 2            |                        |   |        |        |
|  | Australie      | 3            |                        |   |        |        |
|  | Australie      | 3            | Australie              | 7 |        |        |
|  |                |              | Australie              | 7 |        |        |
|  |                | Inde         | 0                      |   |        |        |
|  | Inde           | Inde         | 0                      | 3 |        |        |
|  | Inde           |              |                        | 3 |        |        |
|  | Afrique du Sud | 2            |                        |   |        |        |
|  | Afrique du Sud | 2            | Match pour la 3e place |   |        |        |
|  |                |              |                        |   |        |        |
|  |                |              |                        |   |        |        |
|  |                |              |                        |   |        |        |
|  | Angleterre     | 6            |                        |   |        |        |
|  | Angleterre     | 6            |                        |   |        |        |
|  | Afrique du Sud | 3            |                        |   |        |        |
|  | Afrique du Sud | 3            |                        |   |        |        |

### Demi-finales
| Match 24          | Inde                                    | 3 - 2   | Afrique du Sud              |                                                                 |                                                                 |
| 6 août 2022 18h00 | Abhishek 20e · Mandeep 28e · Jugraj 58e | (2 - 0) | 33e Julius · 59e M. Cassiem | Arbitrage : Dan Barstow Steve Rogers Arbitre vidéo : Bruce Bale | Arbitrage : Dan Barstow Steve Rogers Arbitre vidéo : Bruce Bale |
| 6 août 2022 18h00 | Rapport FIH Rapport Birmingham 2022     |         |                             | Arbitrage : Dan Barstow Steve Rogers Arbitre vidéo : Bruce Bale | Arbitrage : Dan Barstow Steve Rogers Arbitre vidéo : Bruce Bale |

| Match 23          | Angleterre                          | 2 - 3   | Australie                             |                                                                       |                                                                       |
| 6 août 2022 20h15 | Roper 12e · Wallace 19e             | (2 - 1) | 27e Govers · 43e Anderson · 50e Beale | Arbitrage : David Tomlinson Sean Rapaport Arbitre vidéo : Tyler Klenk | Arbitrage : David Tomlinson Sean Rapaport Arbitre vidéo : Tyler Klenk |
| 6 août 2022 20h15 | Rapport FIH Rapport Birmingham 2022 |         |                                       | Arbitrage : David Tomlinson Sean Rapaport Arbitre vidéo : Tyler Klenk | Arbitrage : David Tomlinson Sean Rapaport Arbitre vidéo : Tyler Klenk |

### Match pour la médaille de bronze
| Match 26          | Angleterre                                                       | 6 - 3   | Afrique du Sud                               |                                                               |                                                               |
| 8 août 2022 09h00 | Smith 19e · Ansell 24e · Ward 25e · Roper 40e, 50e · Wallace 59e | (3 - 3) | 18e Guise-Brown · 22e M. Cassiem · 30e Ntuli | Arbitrage : Steve Rogers Tyler Klenk Arbitre vidéo : Tim Bond | Arbitrage : Steve Rogers Tyler Klenk Arbitre vidéo : Tim Bond |
| 8 août 2022 09h00 | Rapport FIH Rapport Birmingham 2022                              |         |                                              | Arbitrage : Steve Rogers Tyler Klenk Arbitre vidéo : Tim Bond | Arbitrage : Steve Rogers Tyler Klenk Arbitre vidéo : Tim Bond |

### Match pour la médaille d'or
| Match 27          | Australie                                                                     | 7 - 0   | Inde |                                                                       |                                                                       |
| 8 août 2022 12h30 | Govers 9e · Ephraums 14e, 42e · Anderson 22e, 27e · Wickham 26e · Ogilvie 46e | (5 - 0) |      | Arbitrage : Dan Barstow David Tomlinson Arbitre vidéo : Sean Rapaport | Arbitrage : Dan Barstow David Tomlinson Arbitre vidéo : Sean Rapaport |
| 8 août 2022 12h30 | Rapport FIH Rapport Birmingham 2022                                           |         |      | Arbitrage : Dan Barstow David Tomlinson Arbitre vidéo : Sean Rapaport | Arbitrage : Dan Barstow David Tomlinson Arbitre vidéo : Sean Rapaport |

## Classement final
| Rang               | Équipe           | J | V | N | P | BP | BC | Diff | Pts | Résultat         |
| ------------------ | ---------------- | - | - | - | - | -- | -- | ---- | --- | ---------------- |
| Médaille d'or      | Australie        | 6 | 6 | 0 | 0 | 39 | 4  | +35  | 18  | Champion         |
| Médaille d'argent  | Inde             | 6 | 4 | 1 | 1 | 30 | 14 | +16  | 13  | Vice-champion    |
| Médaille de bronze | Angleterre       | 6 | 4 | 1 | 1 | 33 | 14 | +19  | 13  | Troisième        |
| 4                  | Afrique du Sud   | 6 | 2 | 1 | 3 | 16 | 21 | -5   | 7   | Quatrième        |
| 5                  | Nouvelle-Zélande | 5 | 2 | 1 | 2 | 16 | 18 | -2   | 7   | Phase de groupes |
| 6                  | Pays de Galles   | 5 | 2 | 0 | 3 | 15 | 12 | +3   | 6   | Phase de groupes |
| 7                  | Pakistan         | 5 | 2 | 1 | 2 | 10 | 18 | -8   | 7   | Phase de groupes |
| 8                  | Canada           | 5 | 0 | 1 | 4 | 7  | 29 | -22  | 1   | Phase de groupes |
| 9                  | Écosse           | 5 | 1 | 1 | 3 | 18 | 27 | -9   | 4   | Phase de groupes |
| 10                 | Ghana            | 5 | 0 | 1 | 4 | 4  | 31 | -27  | 1   | Phase de groupes |